# Лаодамія
Лаодамія (грец. Λαοδάμεια) — дружина Протесілая (за іншою версією, дружиною Протесілая була дочка Мелеагра Полідора). Дізнавшись, що її чоловік загинув під Троєю, почала благати богів, щоб дали їй можливість побачити його. Боги прислухалися до молитов Лаодамії, і вона побачила чоловіка. Коли Протесілай зник, вірна дружина заподіяла собі смерть. Лаодамія стала символом подружньої любові.
Лаодамія — дочка Беллерофонта, мати Сарпедона (від Зевса).